# Salurnis marginella
Salurnis marginella är en insektsart som först beskrevs av Gutrin-mtneville 1829.  Salurnis marginella ingår i släktet Salurnis och familjen Flatidae. Inga underarter finns listade i Catalogue of Life.